# Тайная вечеря (картина Сальвадора Дали)
«Тайная вечеря» или «Таинство Последней Вечери» (англ. The Sacrament of the Last Supper) — картина испанского художника Сальвадора Дали, написанная в 1955 году. Находится в Национальной галерее искусства в Вашингтоне.

## Информация о картине
Дали потратил около трёх месяцев на работу над этой картиной, для которой он использовал, среди прочего, и фотоматериал. В основе здесь то, что он определял как «арифметическую и философскую космогонию, основанную на величии числа двенадцать […]. Пятиугольник вмещает в себя микрокосмического человека — Христа. (Спасибо Гарсиа Лорке, который однажды сказал мне, что апостолы симметричны, словно крылья бабочки)».

Как и другие религиозные картины Дали, «Тайная вечеря» вызывает у зрителей чрезвычайно разнообразные реакции: некоторые из критиков отвергали картину как трюк и банальность, в то время как другие считали, что художнику удалось на новой основе воссоздать традиционный молитвенный образ. Споры усугублялись тем, что публика знала Дали как человека, склонного скорее к игре понятиями и эмоциями, чем к искреннему выражению своих убеждений. Иисус и двенадцать его учеников помещены в модернистский интерьер со стеклянными стенами. Апостолы, склонив головы, стоят на коленях вокруг большого каменного стола; их осязаемые фигуры контрастируют с прозрачностью тела Христа. Две половины хлеба и полстакана вина представляют священную трапезу. Дали создавал эту картину по математическим принципам, основанным на изучении искусства Возрождения, и влияние Леонардо да Винчи (автора наиболее знаменитой «Тайной Вечери») здесь особенно чувствуется. Взятым с фрески Леонардо жестом Иисус указывает на небеса и на фигуру (возможно, Святого Духа), распростёртые руки которой как бы обнимают всех присутствующих.